# Jon Lilygreen
Jon Lilygreen, född 4 augusti 1987, är en walesisk sångare som tillsammans med bandet The Islanders tävlade för Cypern vid Eurovision Song Contest 2010 i Oslo, med låten Life Looks Better In Spring. Senare samma år blev Lilygreen frontsångare i bandet Editions. Våren 2011 släppte bandet sin första EP, Growing Up Is Getting Old. De har även gjort en cover på Katy Perrys sång "Firework".
Jon Lilygreen, tillsammans med Jon Maguire, sjunger i bandet Lilygreen & Maguire som varit förband åt Olly Murs, de turnerade även med Westlife under deras avskedsturné The Farewell Tour. Duon hade sin egen första turné under våren 2013 där de gjorde 9 spelningar i Storbritannien.